# Yume Kōjō: Doki Doki Panic
Yume Kōjō: Doki Doki Panic (夢工場 ドキドキパニック?, Yume Kōjō: Doki Doki Panikku) è un videogioco giapponese pubblicato per Famicom Disk System nel 1987 che narra di una famiglia partita al salvataggio di Poki e Piki, due bambini. "Doki doki" è un'onomatopea giapponese per indicare un rapido battito del cuore, spesso trovata nei titoli di videogiochi giapponesi per indicare ansia ed eccitazione.
Siccome l'originale Super Mario Bros.: The Lost Levels era ritenuto un gioco troppo difficile per il pubblico occidentale, Yume Kōjō: Doki Doki Panic è stato convertito in Super Mario Bros. 2 per la pubblicazione in Nord America. Quest'ultimo titolo è poi arrivato anche in Giappone sotto il nome di Super Mario USA.

## Modalità di gioco
Doki Doki Panic si svolge in un libro ambientato in Arabia. I quattro personaggi sono giocabili, e per finire completamente il gioco, è richiesto sconfiggere Mamū con tutti.
Il funzionamento è simile a quello di Super Mario Bros. 2.
La maggior parte della differenze tra Doki Doki Panic e Super Mario Bros. 2 riguardano piccoli cambiamenti grafici. La funzione di salvataggio presente nel gioco è stata omessa da Super Mario Bros. 2 per le limitazioni del NES, ma re-introdotta nei remake per SNES e GBA.

## Sviluppo
Il gioco è stato sviluppato in collaborazione con la Fuji Television per promuovere l'evento Yume Kōjō '87 (lett. "Fabbrica dei Sogni '87"), dedicato a vari programmi della Fuji Television e prodotti di consumo.
Doki Doki Panic ha le mascotte dello Yume Kōjō festival (una famiglia composta da Imajin, la sua fidanzata Lina ed i genitori Papa e Mama) come personaggi principali. Il resto dei personaggi, tra cui l'antagonista Mamū, sono stati creati da Nintendo per il gioco.
In Super Mario Bros. 2, Toad corrisponde al forte Papa, Peach a Lina (che ha l'abilità di fluttuare), Mama, ottima saltatrice, a Luigi e Imajin, il personaggio più equilibrato, a Mario. Anche se non sviluppato come un gioco di Mario Shigeru Miyamoto ha inserito in Doki Doki Panic maggiori innovazioni che erano presenti nel Super Mario Bros. 2 giapponese, ossia The Lost Levels.

## Legami conMario
Svariati nemici apparsi successivamente in altri giochi di Mario provengono da Doki Doki Panic come i Tipi Timidi, il dinosauro spara-uova Strutzi e le Bob-ombe. Alcuni elementi dell'universo di Mario esistevano già in Doki Doki Panic prima che venisse convertito in Super Mario Bros 2, come la Super Stella, le Monete, il suono del salto e i Blocchi POW.